# Gandzorigín Mandachnaran
Gandzorigín Mandachnaran nebo Mandachnaran Gandzorig (* 11. května 1986) je mongolský zápasník–volnostylař.

## Sportovní kariéra
V mongolské reprezentaci se prosazuje od roku 2009 v lehkých váhových kategoriích. V roce 2012 neuspěl na turnajích olympijské kvalifikaci pro účast olympijských hrách v Londýně. V roce 2015 vybojoval na mistrovství světa v Las Vegas kvalifikaci na olympijské hry v Riu. Ve čtvrtfinále olympijského turnaje nestačil ve čtvrtfinále na Soslana Ramonova z Ruska. Přes opravy postoupil do boje o třetí místo ve kterém nastoupil proti Uzbeku Ixtiyor Navroʻzovi. V poslední minutě zápasu udržoval náskok 7:6, ale poslední sekundy zápasu psychicky nezvládl. Zisk bronzové olympijské medaile začal slavit v době, kdy zbývalo do konce hrací doby několik sekund. Za své chování obdržel trestný bod a vítězem se za vyrovnaného stavu 7:7 stal jeho soupeř jako poslední bodující. Verdikt rozhodčího se snažil vzít protestem. Nepomohlo ani svérázné chování jeho trenérů, kteří se na protest svlékli do spodního prádla. Jury protest zamítla. Obsadil 5. místo.

## Výsledky
| Olympijské hry    |     |    |     | — |    |    |    | 5. |     |  |  |  |  |  |  |  |  |  |  |  |  |  |  |  |  |
| Mistrovství světa | úč. | —  | úč. |   | 3. | 3. | 5. |    | úč. |  |  |  |  |  |  |  |  |  |  |  |  |  |  |  |  |
| Asijské hry       |     | 1. |     |   |    | —  |    |    |     |  |  |  |  |  |  |  |  |  |  |  |  |  |  |  |  |
| Mistrovství Asie  | 2.  | —  | —   | — | 2. | —  | 3. | —  | —   |  |  |  |  |  |  |  |  |  |  |  |  |  |  |  |  |
| Univerziáda       |     |    |     |   | 3. |    |    |    |     |  |  |  |  |  |  |  |  |  |  |  |  |  |  |  |  |